# Paul Armagnac

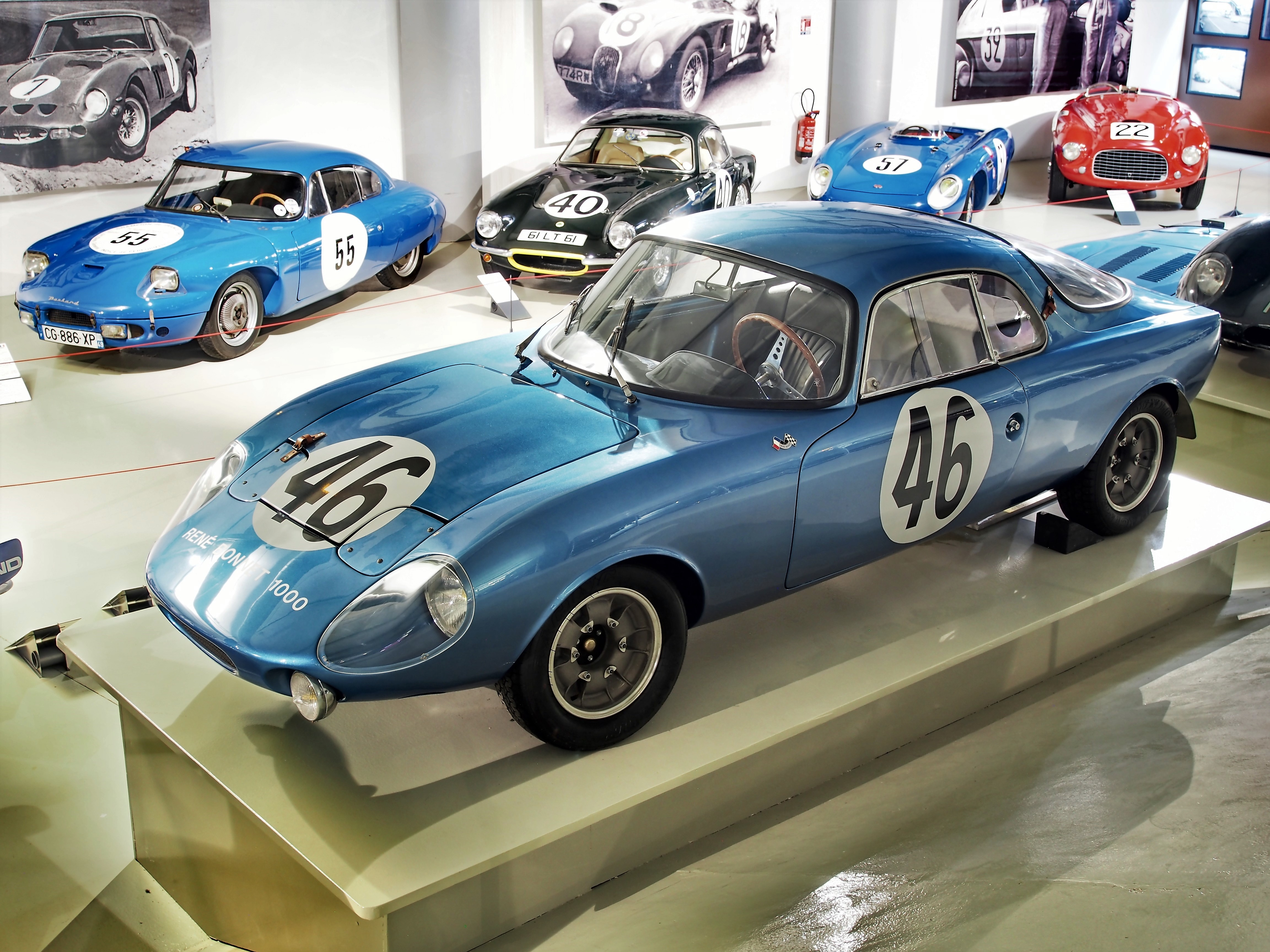
Auf einem René Bonnet Djet verunglückte Paul Armagnac beim Training zum 1000-km-Rennen von Paris 1962 tödlich

Paul Charles Armagnac (* 30. November 1923 in Nogaro; † 22. Oktober 1962 in Corbeil-Essonnes) war ein französischer Autorennfahrer. Nach ihm ist der Circuit Paul Armagnac in seiner Heimatstadt Nogaro benannt.

## Karriere
Paul Armagnac wurde in den 1950er- und 1960er-Jahren als Sportwagenfahrer bekannt. Sein erstes namhaftes Ergebnis erzielte er 1952 mit dem 34. Rang bei der Tour de France für Automobile auf einem Simca Aronde. 1955 gab er sein Debüt beim 24-Stunden-Rennen von Le Mans. Das Rennen war überschattet von einem schweren Unfall, bei dem 84 Menschen den Tod fanden. Armagnac fuhr einen DB HBR der Ecurie Jeudy-Bonnet. Sein Teampartner war Gérard Laureau. Der kleine Rennwagen hatte einen Radlagerschaden und das Duo musste das Rennen vorzeitig aufgeben. Im darauf folgenden Jahr wurde er, wieder mit Laureau als Partner, Zehnter in der Gesamtwertung, sein bestes Ergebnis beim Langstreckenrennen in Le Mans.
Armagnac entwickelte sich zu einem Spezialisten für die hubraumkleinen Fahrzeuge von Deutsch & Bonnet. 1956 war er dort Werksfahrer geworden und hatte maßgeblichen Anteil am Erfolg der Sportwagen von René Bonnet und Charles Deutsch. Seinen größten internationalen Erfolg hatte er bereits 1954 gefeiert, als er die RAC Tourist Trophy gewann. Auf der Strecke kam er zwar nur als 21. ins Ziel, die für die Sportwagen-Weltmeisterschaft herangezogene Indexwertung wies ihn und den Kopiloten Laureau jedoch als Gesamtsieger aus. Diese Wertung setzte die in Gewicht und Leistung unterschiedlichen Fahrzeuge in Relation, sodass am Ende nicht der schnellste Wagen gewann, sondern jener, der laut diesem Index die meisten Punkte erzielte.
Einmal nahm Armagnac auch an einem Formel-1-Rennen teil; 1954 bestritt er den nicht zur Weltmeisterschaft zählenden Grand Prix de Pau. Er fuhr dort den DB F1. Dieses Fahrzeug hatte einen 0,7-Liter-Motor und ist das einzige Rennfahrzeug mit Vorderradantrieb in der Geschichte dieser Motorsportformel. Im 110 Runden dauernden Rennen wurde er nicht weniger als 18-mal überrundet, was nicht zuletzt am nur 85 PS (63 kW) starken Motor lag. Am Ende des Rennens wurde er daher nicht klassiert.

## Tod in Montlhéry
Paul Armagnac verunglückte am 20. Oktober 1962, beim Training zum 1000-km-Rennen von Paris, auf dem Autodrome de Linas-Montlhéry tödlich. Nach dem Tod seiner Frau 1960 zog sich Armagnac sukzessive vom Rennsport zurück und engagierte sich als Berater beim Bau der Rennstrecke, die in der Nähe seiner Heimatstadt Nogaro errichtet wurde. Rennen bestritt er nur mehr sporadisch. Beim 1000-km-Rennen von Paris fuhr er einen René Bonnet Djet, als es im letzten Training zum fatalen Unfall kam. Bereits eine Woche davor war der ehemalige französische Schifahrer Henri Oreiller beim Coupe de Salon auf dieser Rennstrecke tödlich verunglückt. Der Unfall von Armagnac ähnelte dem Todessturz von Oreiller. Auch er verlor ausgangs der Steilkurve vor Start und Ziel die Herrschaft über den Wagen, schleuderte quer über die Straße und schlug hart in eine Barriere. Armagnac wurde aus dem Wagen geschleudert und lag mit mehreren Knochenbrüchen auf der Rennbahn. Obwohl er rasch in die Klinik von Linas gebracht werden konnte, erlag er zwei Tage nach dem Unfall seinen schweren Verletzungen.
Zwei Jahre nach seinem Tod wurde die Rennstrecke in Nogaro nach ihm benannt.

## Statistik

### Le-Mans-Ergebnisse
| Jahr | Team                                | Fahrzeug                  | Teamkollege          | Platzierung             | Ausfallgrund |
| ---- | ----------------------------------- | ------------------------- | -------------------- | ----------------------- | ------------ |
| 1955 | Ecurie Jeudy-Bonnet                 | DB HBR                    | Gérard Laureau       | Ausfall                 | Radlager     |
| 1956 | Automobiles Deutsch & Bonnet        | DB HBR5                   | Gérard Laureau       | Rang 10 und Klassensieg |              |
| 1957 | Automobiles Deutsch & Bonnet        | DB HBR                    | Gérard Laureau       | Ausfall                 | Unfall       |
| 1958 | Automobiles Deutsch & Bonnet        | DB HBR4                   | Jean-Claude Vidilles | Rang 13                 |              |
| 1959 | Automobiles Deutsch & Bonnet        | DB HBR4                   | Bernard Consten      | Rang 11 und Klassensieg |              |
| 1960 | Automobiles Deutsch & Bonnet        | DB HBR4                   | Gérard Laureau       | Rang 15 und Klassensieg |              |
| 1961 | Roger Masson                        | DB HBR4                   | Roger Masson         | Ausfall                 | Motorschaden |
| 1962 | Société des Automobiles René Bonnet | René Bonnet Djet 2 Spider | Gérard Laureau       | Rang 18                 |              |

### Sebring-Ergebnisse
| Jahr | Team                | Fahrzeug | Teamkollege        | Platzierung             | Ausfallgrund |
| ---- | ------------------- | -------- | ------------------ | ----------------------- | ------------ |
| 1956 | Ecurie Jeudy Bonnet | DB HBR5  | Guillaume Mercader | Rang 16 und Klassensieg |              |
| 1959 | Deutsch & Bonnet    | DB HBR4  | Gérard Laureau     | Rang 17 und Klassensieg |              |

### Einzelergebnisse in der Sportwagen-Weltmeisterschaft
| Saison | Team                                 | Rennwagen        | 1   | 2   | 3   | 4   | 5   | 6   | 7   | 8   | 9   | 10  | 11  | 12  | 13  | 14  | 15  |
| ------ | ------------------------------------ | ---------------- | --- | --- | --- | --- | --- | --- | --- | --- | --- | --- | --- | --- | --- | --- | --- |
| 1954   | Deutsch & Bonnet                     | DB HBR           | BUA | SEB | MIM | LEM | RTT | CAP |     |     |     |     |     |     |     |     |     |
| 1954   | Deutsch & Bonnet                     | DB HBR           |     | 21  |     |     |     |     |     |     |     |     |     |     |     |     |     |
| 1955   | Deutsch & Bonnet                     | DB HBR           | BUA | SEB | MIM | LEM | RTT | TAR |     |     |     |     |     |     |     |     |     |
| 1955   | Deutsch & Bonnet                     | DB HBR           |     |     |     | DNF | 17  |     |     |     |     |     |     |     |     |     |     |
| 1956   | Deutsch & Bonnet                     | DB HBR5          | BUA | SEB | MIM | NÜR | KRI |     |     |     |     |     |     |     |     |     |     |
| 1956   | Deutsch & Bonnet                     | DB HBR5          | 16  |     |     |     |     |     |     |     |     |     |     |     |     |     |     |
| 1957   | Deutsch & Bonnet                     | DB HBR           | BUA | SEB | MIM | NÜR | LEM | KRI | CAR |     |     |     |     |     |     |     |     |
| 1957   | Deutsch & Bonnet                     | DB HBR           |     |     | DNF |     | DNF |     |     |     |     |     |     |     |     |     |     |
| 1958   | Deutsch & Bonnet                     | DB HBR4          | BUA | SEB | TAR | NÜR | LEM | RTT |     |     |     |     |     |     |     |     |     |
| 1958   | Deutsch & Bonnet                     | DB HBR4          |     | 13  |     |     |     |     |     |     |     |     |     |     |     |     |     |
| 1959   | Deutsch & Bonnet                     | DB HBR4          | SEB | TAR | NÜR | LEM | RTT |     |     |     |     |     |     |     |     |     |     |
| 1959   | Deutsch & Bonnet                     | DB HBR4          | 17  |     | 31  | 11  |     |     |     |     |     |     |     |     |     |     |     |
| 1960   | Deutsch & Bonnet                     | DB HBR4          | BUA | SEB | TAR | NÜR | LEM |     |     |     |     |     |     |     |     |     |     |
| 1960   | Deutsch & Bonnet                     | DB HBR4          |     | 15  |     |     |     |     |     |     |     |     |     |     |     |     |     |
| 1961   | Automobiles René Bonnet Roger Masson | DB HBR5          | SEB | TAR | NÜR | LEM | PES |     |     |     |     |     |     |     |     |     |     |
| 1961   | Automobiles René Bonnet Roger Masson | DB HBR5          |     |     | 35  | DNF |     |     |     |     |     |     |     |     |     |     |     |
| 1962   | Automobiles René Bonnet              | René Bonnet Djet | DAY | SEB | SEB | MAI | TAR | BER | NÜR | LEM | TAV | CCA | RTT | NÜR | BRI | BRI | PAR |
| 1962   | Automobiles René Bonnet              | René Bonnet Djet |     |     |     |     |     |     |     | 18  | 18  |     |     |     |     |     |     |